# Изерт, Пауль Эрдманн
Пауль Эрдманн Изерт (нем. Paul Erdmann Isert) — немецкий ботаник и зоолог.
Образование Изерт получил в Дании. Новый вид птиц — фиолетовый гологлазый турако (Musophaga violacea) — был найден и описан им в Гане. Известен также своими усилиями покончить с датско-норвежской работорговлей.